# Iluma-le’i
Iluma-le’i, Ilumma-le’i, Ilima-le’i (akad. Iluma-lē'i, Ilumma-lē'i lub Ilima-lē'i; w transliteracji z pisma klinowego zapisywane mDINGIR-ma-ZU i mDINGIR-ma-le-’i) – wysoki dostojnik, gubernator prowincji Nasibina za rządów asyryjskiego króla Adad-nirari III (810-783 p.n.e.); z asyryjskich list i kronik eponimów wiadomo, iż w 782 r. p.n.e. sprawował też urząd eponima (akad. limmu). Osoba o jego imieniu – najprawdopodobniej właśnie on – wymieniana jest w datowanym na 788 r. p.n.e. królewskim nadaniu ziemi Adad-nirari III (810-783 p.n.e.), gdzie nosi tytuł rab alăni („zarządcy miast”) i występuje jako właściciel pewnych posiadłości.